# Maison Govinius
La Maison Govinius (en finnois : Goviniuksen talo ) est une maison historique du quartier de Kruununhaka à Helsinki en Finlande,.

## Histoire
La maison est construite entre 1815 et 1819 selon les plans de Pehr Granstedt. En 1850 elle est acquise par Louis Kleineh,. L'hôtel et le restaurant de Louis Kleineh fonctionneront dans ce bâtiment jusqu'en 1930. Louis Kleineh possédait d'autres hôtels et restaurants à Helsinki comme l' "Hôtel de Saint-Pétersbourg" et l'"Hôtel de Russie".